# Agrotis herzogi
Agrotis herzogi is een vlinder uit de familie uilen (Noctuidae). De wetenschappelijke naam is voor het eerst geldig gepubliceerd in 1911 door Rebel.
De soort komt voor in Europa.